# Авангард (Карлівка)
«Авангард» — український радянський футбольний клуб із Карлівки Полтавської області. Більше двох десятків років, із кінця 1950-х до кінця 1970-х, команда представляла Карлівку в розіграшах Кубка та Чемпіонату Полтавської області. Стала срібним призером Чемпіонату в 1959 році, пропустивши вперед хорольський «Колгоспник».

## Досягнення
Чемпіонат Полтавської області
- Срібний призер (1): 1959